# Straumsholmen
Straumsholmen est une île norvégienne du comté de Hordaland appartenant administrativement à Bømlo.

## Description
Rocheuse et couverte d'arbres, elle s'étend sur environ 118 m de longueur pour une largeur approximative de 98 m.